# Степовий горб
Степовий горб — ботанічна пам'ятка природи місцевого значення. Об'єкт розташований на території Світловодського району Кіровоградської області, поблизу с. Микільське.
Площа — 0,2 га, статус отриманий у 2003 році.